# 赵公口长途汽车站
39°51′24″N 116°24′37″E / 39.856687°N 116.4104094°E

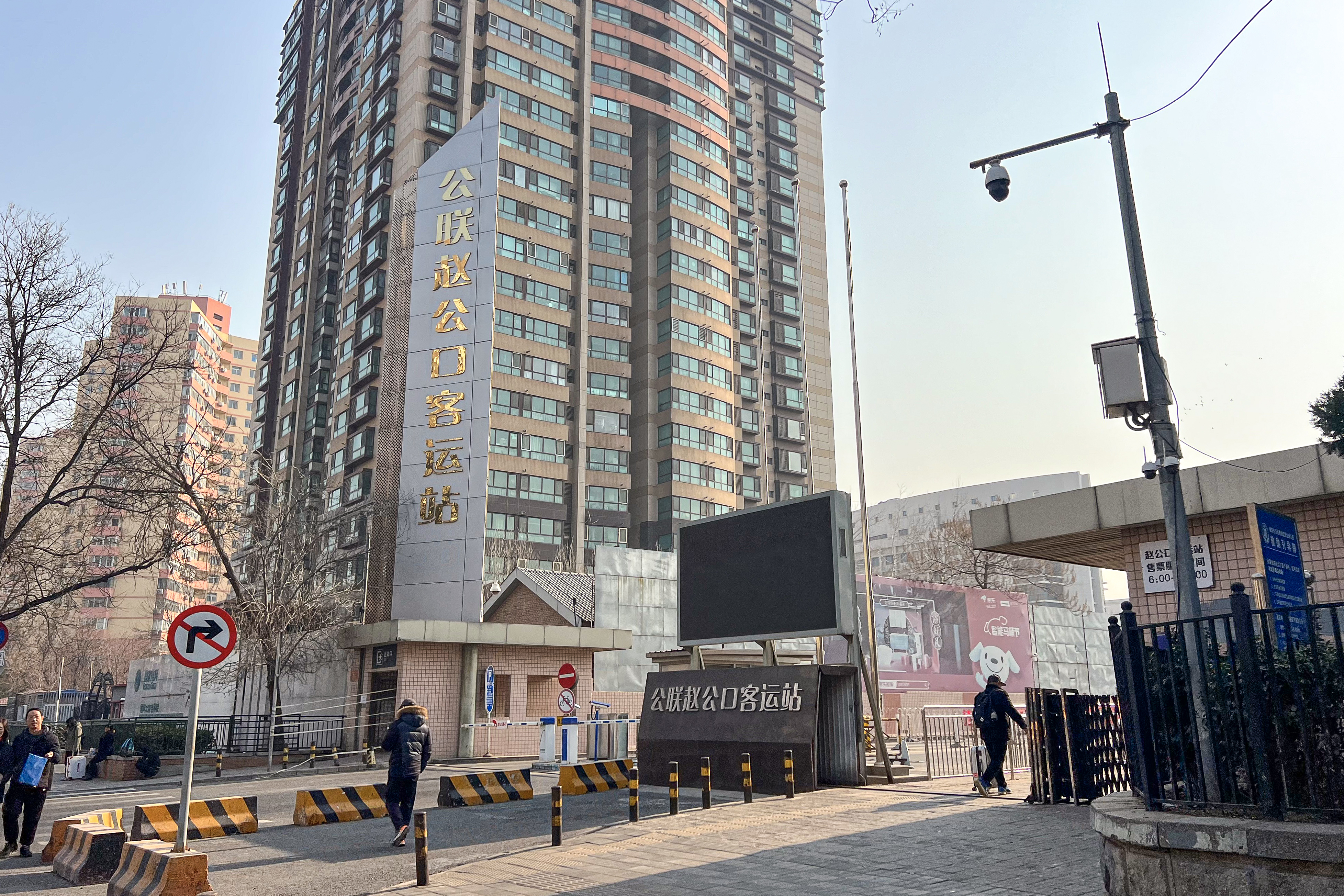
赵公口客运站入口（2024年1月）

赵公口长途汽车站，位于中国北京市丰台区南三环中路34号，隶属于北京市第二运输公司，为一级客运站。

## 车站设施
赵公口汽车站占地54亩，候车大厅4100平米。

## 营运线路
城際巴士营运线路曾有天津、塘沽、唐山、哈尔滨、沈阳、衡水、沧州、济南、青岛、潍坊、淄博、烟台、泰安、苏州、无锡、大同、温州、宁波、义乌等城市。
此外北京公交亦在赵公口客运站营运前往北京城市副中心行政办公区和永清县的线路。